# Dicranum psathyrum
Dicranum psathyrum är en bladmossart som beskrevs av Klazenga 1999. Dicranum psathyrum ingår i släktet kvastmossor, och familjen Dicranaceae. Inga underarter finns listade i Catalogue of Life.